# Nové hrady (hrad, okres Ústí nad Orlicí)
Nové hrady, původně Boží dům, jsou zřícenina hradu na návrší nad vsí Nové Hrady v okrese Ústí nad Orlicí v Pardubickém kraji. Jeho pozůstatky jsou chráněny jako kulturní památka.
Hrad Nové Hrady byl založen v patnáctém století Zdeňkem Kostkou z Postupic a první písemná zmínka o něm pochází z let 1468–1471. Kostkům z Postupic zůstal až do vymření rodu v polovině šestnáctého století. Poté vystřídal řadu majitelů, k nimž patřili Lobkovicové, až jej získal hrabě Pavel Sixt z Trautsonu. Jeho potomek Josef z Trautsonu zadlužené panství prodal Janu Antonínovi Harbuval Chamaré, který nechal hrad zbořit a materiál z něj použil při stavbě novohradského zámku. Z hradu se proto dochovaly zejména terénní relikty opevnění a budov s několika nevelkými fragmenty zdiva.

## Historie
Hrad, původně zvaný Boží dům, založil Zdeněk Kostka z Postupic poté, co v padesátých letech patnáctého století získal okolní krajinu od Jana Parduse z Horky. První písemná zmínka o něm podle Augusta Sedláčka pochází z let 1468–1471 a nachází se v listině vydané králem Jiřím z Poděbrad, ale dotyčnou listinu nelze dohledat.
Po Zdeňkově smrti hrad převzal jeho bratr Albrecht Kostka z Postupic, ale vhledem ke svému vytížení božídomské panství brzy přenechal synovci Zdeňkovi IV. Kostkovi z Postupic, který se začal po hradě psát. V roce 1492 používal přídomek „z Postupic na Božím Domě“, ale už následujícího roku se objevit název Nový hrad, který postupně přešel do pomnožného tvaru Nové hrady (poprvé se objevil roku 1563). Synové Zdeňka IV. po otcově smrti († 1510) drželi majetek společně, ale časem se o něj rozdělili. Ještě předtím nejstarší Vilém Nový hrad zastavil za 3 800 kop grošů Burianu Špetlovi z Janovic, který na hradě sídlil v roce 1516. K dělení rodového majetku Kostků došlo 6. října 1518. Nový hrad dostali bratři Zdeněk, Jan a Bohuše Kostkové z Postupic, kteří souhlasili, že zastavené panství vyplatí. To skutečně učinili a nadále měli hrad ve společném vlastnictví. Po smrti Zdeňka a Jana získal jejich podíly nejmladší Bohuš III. Kostka z Postupic, pro kterého Nový hrad v letech 1536–1539 spravoval Mikuláš ze Zásmuk.
Nedostatek peněz přiměl Bohuše Kostku z Postupic k prodeji statků, a o velkou část majetku přišel za svou účast na stavovském povstání roku 1547, po němž mu novohradské panství zůstalo pouze jako manství. Bohušovou smrtí rod Kostků z Postupic vymřel a Nový hrad se stal královskou odúmrtí. Král Ferdinand I. Habsburský hrad roku 1559 prodal Janu Žateckému z Weikersdorfu. K panství oceněnému na sedm tisíc kop grošů patřily kromě hradu poplužní dvůr a pět rycht. Chotovská rychta se skládala ze vsí Chotovice, Olšany, Nová Ves, Nové Hrady, Příluka a Suchá Lhota, proseckou tvořily městečko Proseč a vsi Zábory, Předměstí, Zderaz a Bor, z leštinské rychty byly spravovány vsi Leština, Doubravice, Libecina, Dvořiště, Javorník, Podhořany, Rybníček a Mokrá Lhota. K řepnické rychtě patřily vsi Řepníky, Střemošice a Zádolí a vlastní rychtu měla ves Džbánov.
Jan Žatecký žil převážně v Praze. Nový hrad odkázal synu Vojtěchovi, který měl svým sestrám Anežce a Anně vyplatit po pěti tisících tolarech. Jan zemřel roku 1561. Vojtěch Žatecký se oženil s Annou ze Sulevic, které na Novém hradě zapsal věno ve výši 2 125 kop grošů. Sám bez mužských potomků zemřel nejspíše roku 1563. O dědictví se 8. září 1563 rozdělily Anna s Anežkou, přičemž Nový hrad připadly Anně. Ta se provdala za Ferdinanda Švihovského z Rýzmberka, kterému polovinu panství přenechala. Podle Vojtěcha Barcala na něj přepsala celý statek. Po manželčině smrti Ferdinand Švihovský prodal 5. února 1580 Nový hrad se třemi vesnicemi Mikuláši Popelovi z Lobkovic.
Mikuláš Popel z Lobkovic zemřel roku 1588. Jeho děti ještě nebyly zletilé, a správy majetku se proto ujal jejich strýc Ladislav Popel z Lobkovic. Aby zadlužené statky svého bratra udržel, půjčil si od své manželky Magdaleny ze Salmu 6 150 kop grošů. Po dosažení dospělosti začal rodinný majetek spravovat Jan Viktorín Popel z Lobkovic, za nějž dluhy opět vzrostly. Správu proto převzala Magdalena ze Salmu a ve stejnou dobu se Jan Viktorín a Mikuláš rozdělili. Nové hrady dostal Mikuláš a až do roku 1595 o panství vedl s Magdalenou spor. Zemřel bez potomků v roce 1599 a statek zdědila jeho sestra Anna, která jej vlastnil do smrti v roce 1604.
Po Anně z Lobkovic hrad Nové hrady zdědil její manžel, hrabě Pavel Sixt z Trautsonu, jehož potomkům panství patřilo do roku 1750. Majitelé ale na zámku nikdy nežili a správu panství zajišťovali hejtmani. Při stavovském povstání zůstal Pavel Sixt věrný Ferdinandovi II., takže během povstání mu vzbouření stavové panství odňali, ale po bitvě na Bílé hoře Trautsonové dostali Nové hrady zpět. Koncem třicetileté války, v roce 1645, zámek vyloupilo a zpustošilo švédské vojsko. Zámek byl nouzově opraven a nadále sloužil potřebám správy panství.
Dne 5. června 1750 zadlužený hrabě Josef Trautson novohradské panství prodal svobodné paní Anně Barboře Chamaré. Tehdy se skládalo z hradu, hospodářského dvora, pivovaru, městečka a dvaceti vesnic. Noví majitelé zahájili opravu hradu, při níž byla kolem roku 1753 postavena nová kaple. Naposledy byl zámek opravován v roce 1773, kdy Jan Antonín Harbuval Chamaré rozhodl o založení rokokového novohradského zámku. Zdivo starého zámku bylo rozebráno a použito jako stavební materiál.
V roce 1767 na hradním kopci založila hraběnka Anna Barbora novohradskou křížovou cestu.

## Stavební podoba
Nové hrady patří svým založením ve druhé polovině patnáctého století k nejmladším hradům v Česku a jsou dokladem skutečnosti, že i přes tehdy dobře známé systémy aktivní dělostřelecké obrany mohla vznikat sídla, která tuto schopnost postrádala. Poloha na osamoceném návrší s prostorným plochým vrcholem však byla z hlediska obrany výhodná a poskytovala prostor pro utáboření početného vojenského oddílu.
Vnější opevnění hradu tvořil val a příkop, které obepínaly tři čtvrtiny obvodu. Na jižní straně se nacházel parkán, kterým vedl poslední úsek přístupové cesty. V prostoru první brány (v místech sedmého zastavení křížové cesty) k jihu vystupuje polookrouhlý baštovitý výstupek. Druhá brána stávala za čtrnáctým zastavením. Vcházelo se jí na vrchol obehnaný původně 1,4 metru širokou hradbou postavenou z opuky, z níž se na severozápadě dochoval dvacet metrů dlouhý fragment. Pozůstatky hradby jsou v reliéfních náznacích patrné po většině obvodu, přičemž na vstupní straně stávala podél hradby budova.
Hradní jádro stávalo v severovýchodní části opevněného prostoru. Dochovalo se jen v podobě valovitých útvarů s fragmenty zdí. Na východní straně bylo navíc narušeno budovou vodárny z roku 1929, a na jihu dokonce ve třicátých letech dvacátého století zplanýrováno Cyrilem Bartoněm z Dobenína při parkových úpravách.